# Lixouri
Lixouri (griechisch Ληξούρι (n. sg.), früher: Lissuri) ist die zweitgrößte der Gemeinden (Dímos) der Insel Kefalonia, sie ist nahezu deckungsgleich mit der Halbinsel Paliki (ital.: Palacchi nach der antiken Stadt Pale (Πάλη)) und zugleich wirtschaftlicher Mittelpunkt des Westteils der Insel. Das umliegende Hinterland zeichnet sich durch grüne Hügel und versteckte Buchten aus und ist bekannt für die zahlreichen Strände, darunter die Geosites Xi und Fteri sowie Petani.
Das umliegende Hinterland zeichnet sich durch grünen Hügeln und versteckten Buchten aus und wird als idealer Ausgangspunkt gesehen, um die natürliche Schönheit Kefalonias zu entdecken.

## Geographie
Lixouri liegt an der Westseite des gleichnamigen Golfs auf der Halbinsel Paliki, die das gesamte Stadtgebiet umfasst. Der Hauptort selbst liegt in einem Tal, der Westen ist sehr gebirgig. Nördlich und südlich von Lixouri entsprangen Schwefelquellen, die mittlerweile versiegt sind. Die hügelige Landschaft wurde über Jahrhunderte für den Rosinenanbau genutzt.

## Geschichte
Die antike Stadt Pali oder Pale (Πάλη) wurde schon von Pausanias erwähnt, erlangte jedoch in der Antike nie eine große Bedeutung. An deren Toren entstand Lixouri und löst diese im Mittelalter vollständig ab, da sie über einen Hafen verfügt. Erstmals erwähnt wurde Lixouri 1534 in einem Schreiben an den Senat von Venedig. Um 1800 war Lixouri nicht nur katholischer Bischofssitz, sondern auch Sitz des Landgerichts und der Gesundheitsbehörde.
Zu dieser Zeit hatte die Stadt 5000 Einwohner und war damit ebenso groß wie die Stadt Argostoli, die Verwaltungssitz der Insel während der Republik der Ionischen Inseln wurde. In dieser Zeit wurden auch die tertiären Ablagerungen und fossilen Funde entdeckt. 1836 wurde die Philharmonische Schule Pale gegründet, die in der Tradition der Ionischen Schule steht.
Die Stadt wurde im 19. Jahrhundert in Griechenland weithin als Wohnort des satirischen Autors Andreas Laskaratos bekannt, da hier viele seiner Geschichten spielen. Gleichzeitig war sie Station zahlreicher Griechenlandrundreisen, so etwa „A Tour in Greece“ von Richard Ridley Farrer oder „A History of Greece“ von George Finlay 1867.
Beim Erdbeben vom 4. Februar 1867 entstanden schwerste Schäden in der Stadt. Insgesamt wurden 1000 Gebäude zerstört – einer anderen Quelle nach alle Häuser, bis auf 12, die nun unbewohnbar sind. 200 Einwohner wurden erschlagen. Am 20. September 1867 wurde Lixouri von einem Tsunami heimgesucht.
In Lixouri lebte und arbeitete die Pianistin Dora Wihan (geborene Weis), die Ehefrau des tschechischen Cellisten Hanuš Wihan. Nach einer Amerikareise im Jahr 1887 hatte sie sich dort niedergelassen und blieb bis 1891. Richard Strauss hatte eine Liebesbeziehung mit ihr und besuchte viele Male die Stadt.
1961 wurde zum 150. Geburtstag des Schriftstellers Andreas Laskaratos eine lebensgroße Skulptur an der Promenade aufgestellt. Am 8. Dezember 1966 kam es bei Falkonera zum Untergang der Heraklion, einem Schiff der Reederei Typaldosnahe aus Lixouri. Bei dem Unglück verloren 241 Menschen ihr Leben. Ein Großteil des ertrunkenen Personals stammte aus Lixouri, sehr viele Familien hatten Opfer zu beklagen und verweigerten größtenteils auch die Annahme der geringen Entschädigung. Die alteingesessene Familie Typalpos, die dem neapolitanischen Adelsgeschlecht Tirpado entstammt, erlitt einen Imageschaden, der auch Unbeteiligte betraf.
Das größte Erdbeben in jüngerer Zeit war das Erdbeben von 1953. Es zerstörte fast die gesamte Bausubstanz der Insel (der Nordteil blieb nahezu unversehrt) und führte zu einer massenhaften Auswanderung. Dank strenger Bauvorschriften richtete seitdem kein Erdbeben mehr große Schäden an. Mit einer Geld- und Sachspende der Kirche von Schweden und einer Geldspende des äthiopischen Kaisers Haile Selassie wurde das Krankenhaus wieder aufgebaut.
Ab 1990 ist nach Jahren der Auswanderung bzw. Stagnation eine stetige Zunahme der Bevölkerung zu verzeichnen. Lixouri bildete 1997 mit den Gemeinden der Halbinsel Paliki, die neue Stadt Dimos Palikis, im Rahmen der Verwaltungsreform 2010 wurde ging diese in der neu geschaffenen Gemeinde Kefalonia auf. Im Rahmen der Überarbeitung der Verwaltungsreform 2019 wurden landesweit zwei Gemeindezusammenschlüsse wieder aufgelöst, seitdem ist Lixouri eine von drei Gemeinden auf Kefalonia unter der amtlichen Bezeichnung Dimos Lixouriou.
Vor allem im August finden zahlreiche kulturelle Veranstaltungen und Volksfeste statt. Das bekannteste ist das Weinfest in Mantzavinata.
Lixouri in der Literatur
- Tod einer Stadt (1954) von Kay Cicellis beschreibt die Ereignisse des Erdbebens von 1953 in Lixouri
- Iphigenia in Lixourion, ein Theaterstück (1956) von Petros Katsaitis
- The Varied Airs of Spring (1969) von Ilka Chase endet in Lixouri
- A la recherche du rameau d’or (1976) von Georges Haldas

## Stadtbild

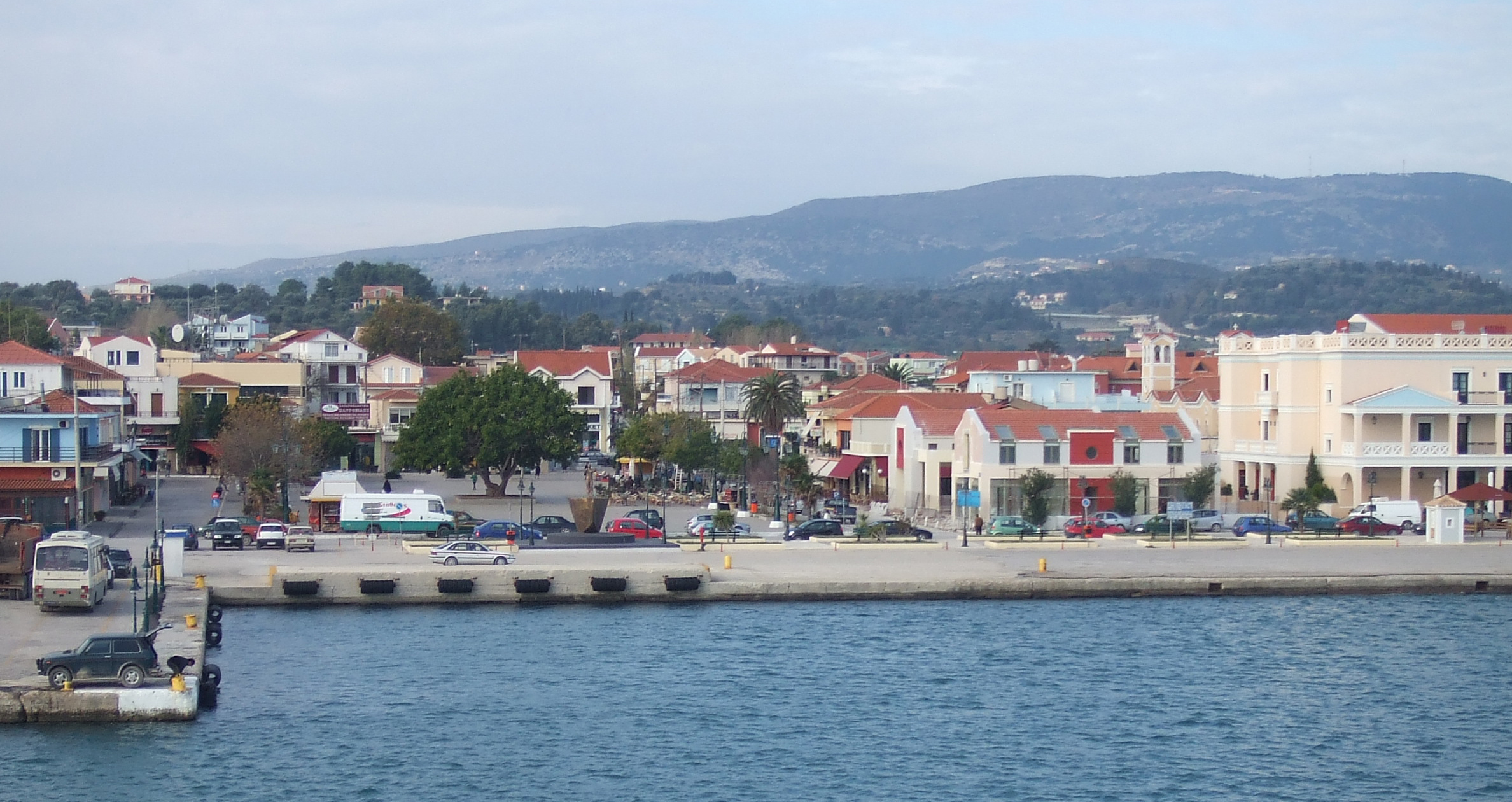
Lixouri vom Hafen aus (2006), rechts (im Bau) die Torhäuser und das neue Markato

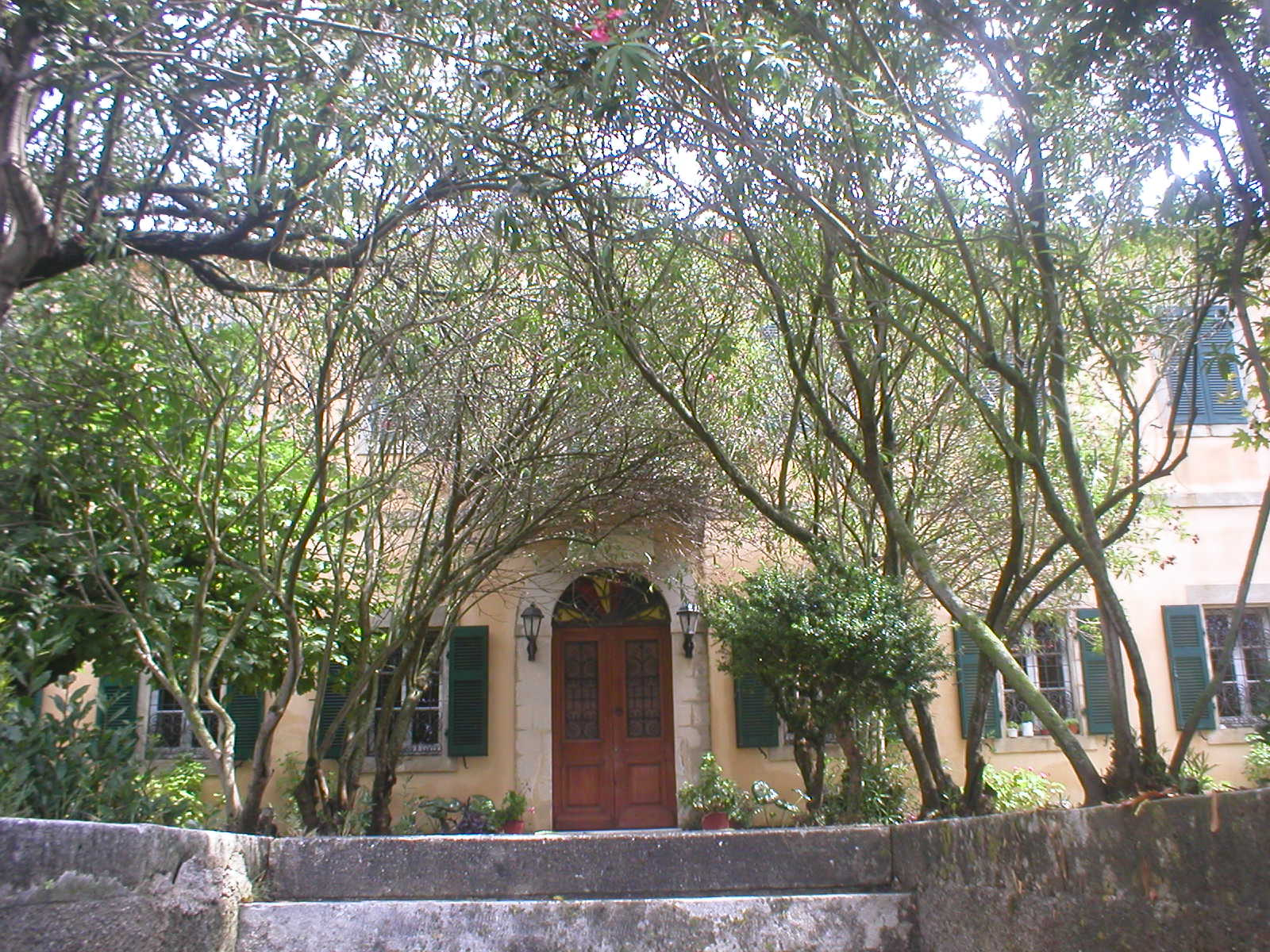
Iakovatios-Bibliothek

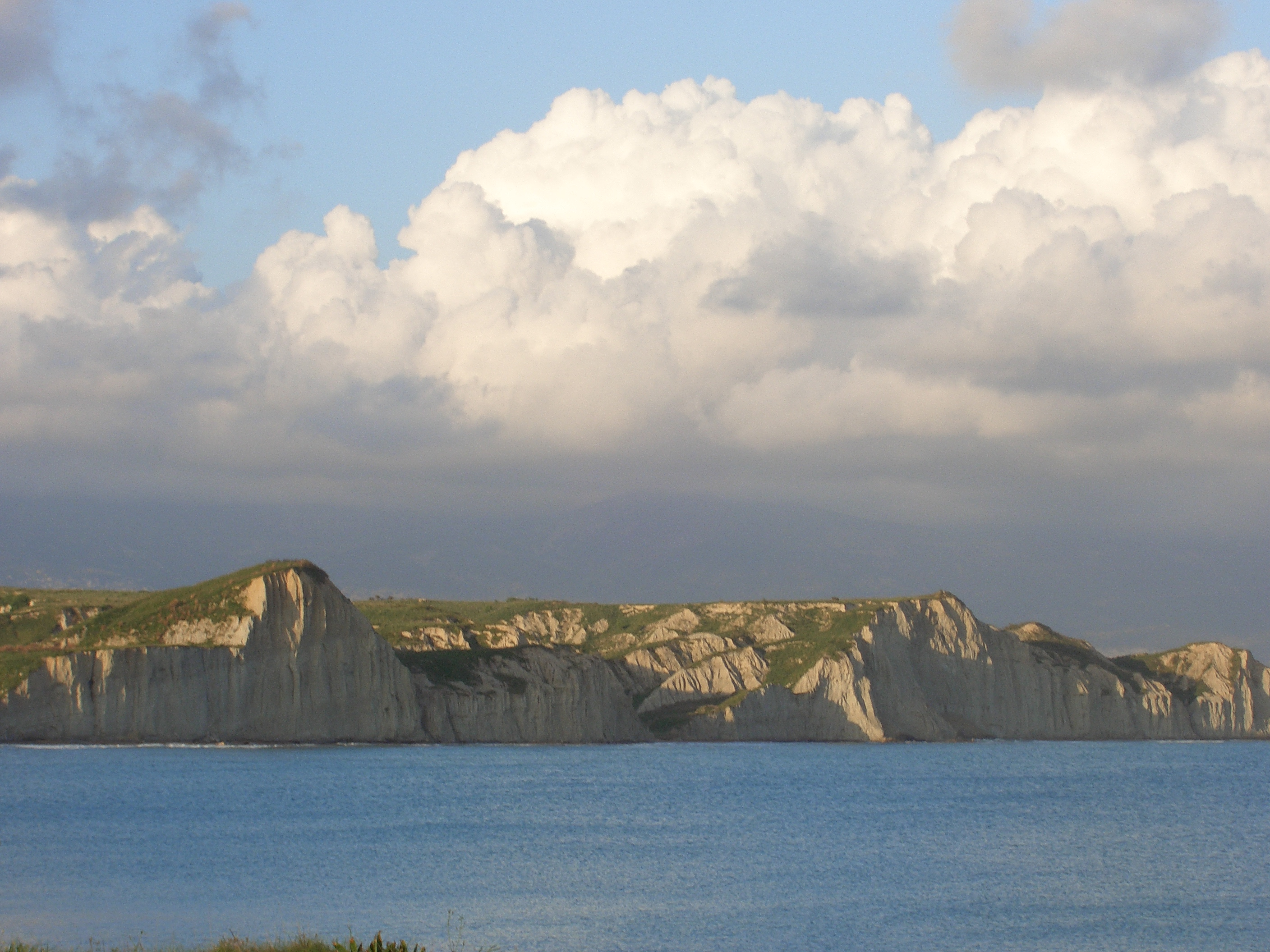
Strand Mania von Akrotiri aus gesehen

Nach dem Erdbeben von 1953 sollte Lixouri einen neuen Grundriss erhalten, der auch dem motorisierten Verkehr stärker gerecht werden würde. Zahlreiche beschädigte Gebäude waren hierzu schon abgetragen worden, darunter das Rathaus und Marktgebäude Markato (zuvor Wahrzeichen der Stadt). Aufgrund von Widerständen in der Bevölkerung wurde der Plan nicht umgesetzt. Mitunter entstanden Neubauten unter Verwendung alter Bausubstanz oder Materialien.
Am Hauptplatz mit dem großen Gummibaum, der Plateia, befinden sich Kaffeehäuser und die 1922 gegründete Konditorei Mavroidis. Die östliche Schmalseite des Platzes bildet den Hafen und führt zur Promenade, an der sich weitere Cafés und Restaurants befinden. Im Jahr 2003 beschloss die Gemeinde, den Platz umzubauen. Das Neue Markato wurde gebaut und ist nun ein Theater und hat einige Geschäfte im Erdgeschoss. Zur Plateia hin wurde die bisherige Ladenzeile zugunsten von zwei Torhäusern abgerissen. Diese stellen einen architektonischen Übergang vom Theater zum belebten Platz her, der, wie in allen griechischen Städten, die Schlüsselrolle im städtischen Leben einnimmt. Hier treffen sich Freunde und Fremde, hier finden Aufführungen und Veranstaltungen statt.
Die folgenden Sehenswürdigkeiten sind über die ganze Stadt verteilt und trotzdem oft gut zu Fuß zu erreichen.

### Sehenswürdigkeiten in der Kernstadt
- 1. Grundschule: Das Schul- und Religionsministerium Griechenlands startete in den späten 1920er Jahren ein ambitioniertes Schulbauprogramm mit dem Ziel, dass Schulen das architektonische Aushängeschild des Landes werden sollten. Für das Projekt in Lixouri wurde der Entwurf von Thukydidis Valentis ausgewählt. Das Gebäude mit den charakteristischen Fensterbändern ist ein wichtiges Zeugnis der klassischen Moderne und entstand 1933. Es überstand als einziges Gebäude der Stadt das schwere Erdbeben von 1953 vollkommen unbeschadet. Die Schule wurde später mit der 2. Grundschule zusammengelegt und zog in deren Gebäude, das seit 1999 denkmalgeschützte Gebäude stand lange Zeit leer, 2016 wurde es äußerlich restauriert (jedoch mit abweichenden Fenstern) mit dem Zweck als Architekturdenkmal zu dienen.

- Denkmal des Andreas Laskaratos und Denkmal des Seefahrers an der Strandpromenade

- Ionian Aquarium. Eine kleine kostenfreie Ausstellung am Hafen im ehemaligen Gebäude der Hafenverwaltung.

- Pantokrator-Kirche

- wenige Ruinen der antiken Stadt Pale (Pali) am nördlichen Ortsrand

- Iakovatios-Bibliothek: Die klassizistische Villa von 1866 der Familie Tirpado/Typaldos wurde dem Staat gestiftet, ausgestellt wurden Gegenstände aus der Geschichte der Familie und in Vitrinen die Bibliothek des Kirchenhistorikers Hamilcar S. Alivizatos. Gemäß der Vorgabe der Stifter wurde eine öffentliche Leihbibliothek betrieben. Nach Erdbebenschäden 2014 zog die Bibliothek in einen als Museum projektierten Rundbau um, eine Rückkehr wurde mehrfach vertagt.

### Sehenswürdigkeiten in den Vororten
- Kirche Hl. Marina mit reich verziertem Ikonenschrein in Soullaroi (2014 stark beschädigt)
- Klassizistisches Stammhaus der Familie Danelatos in Damoulianata
- In Mantzavinata: Kirche des Hl. Spyridon (Langschiffbasilika)
- Glockenturm der Kirche Hl. Paraskevi in Atheras aus Sandstein, und ehem. Kloster Hl. Spyridon am dortigen Strand
- Barockkirche von 1620 der Maria Doloroza (Ιερός Ναός Παναγίας Ρόγγων) in Monopolata
- Grottenkirche Hl. Paraskevi in Lepeda
- Beliebtes Ausflugsziel ist das Kloster Kipouria wegen seiner schönen Aussicht und den Sonnenuntergängen.
- Kounopetra (Wackelstein) am gleichnamigen Kap.

## Natur und Sehenswürdigkeiten

### Strände (Auswahl)
Strände, die sich auf dem Gemeindegebiet von Lixouri befinden (Auflistung gegen den Uhrzeigersinn von Nord nach Süd): Ammidi, Fteri, Atheras, Petani, Vazza (Vatsa), Mania, Xi, Mia Lacco (Megas Lakkos), Lepeda, Lixouri-Südstrand.
Man unterscheidet zwischen Paralies und „organomenes Paralies“ (Strände und „verwaltete  Strände“, letztere verfügen über touristische Infrastruktur, die beispielsweise Duschen und Umkleiden umfassen kann, aber auch Rettungsschwimmer und Strandlokale).

## Politik

### Städtepartnerschaften
Lixouri unterhält Städtepartnerschaften mit:
- Voždovac in Serbien, seit 1996

## Bildung

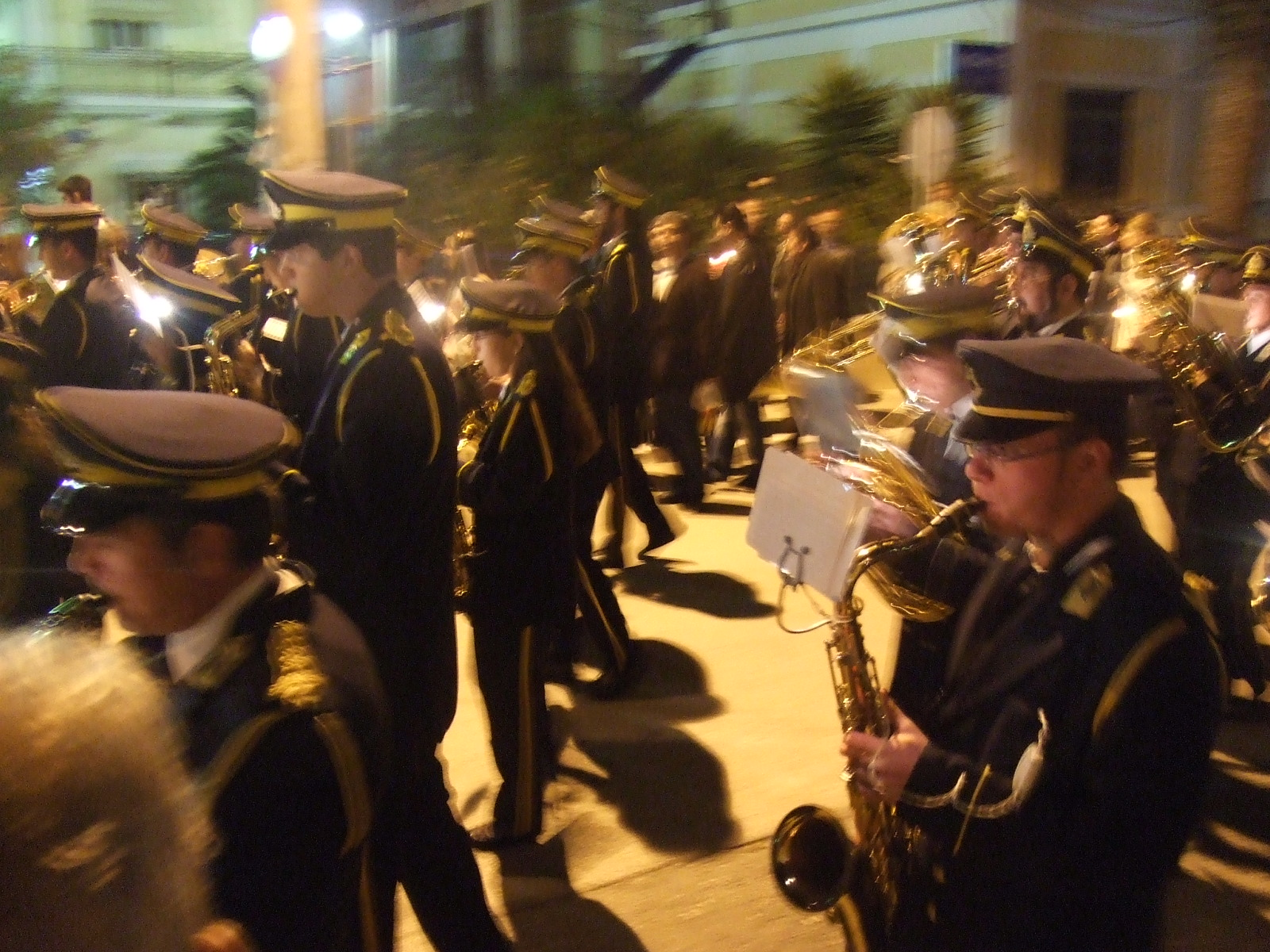
Das Philharmonieorchester zu Ostern

Überregional bekannt ist das Philharmonische Orchester von Lixouri, das über das ganze Jahr regelmäßig Konzerte gibt und auch auswärts auf Tournee geht.
Die TEI Ionion Nison (FH der Ionischen Inseln) unterhält am Lixouri-Campus die Fachbereiche BWL und Akustik/Musikinstrumentenbau. Alle wichtigen Behörden sind mit Filialen vor Ort, so die Kfz-Zulassungsstelle der Präfektur, Post, Telekom und der Stromversorger. Es gibt ein Krankenhaus, ein Altersheim, ein Theater und diverse Sporteinrichtungen.

## Verkehr
Auch für griechische Verhältnisse ist Lixouri eine kleine Stadt, als Studentenstadt im Winter und Saisonunterkunft im Sommer ist sie sehr belebt. Deshalb gibt es eine gute Fährverbindung nach Argostoli (Stunden/Halbstundentakt) sowie zum Festland. Busverbindungen der KTEL existieren nach Patras und Athen. Seit 2006 gibt es eine Umgehungsstraße, an der auch der neue Sportplatz liegt.

## Söhne und Töchter der Stadt
- Elias (Èlie) Meniates (1669–1714), Universalgelehrter und Hochschullehrer in Venedig
- Vikentios Damodos (1700–1752), Philosoph der Aufklärung
- Angelo Zulatti (1732–1798), Arzt und Giovanni Francesco Zulatti (1762–1805), Arzt und Komponist.
- Andreas Laskaratos (1811–1901), satirischer Dichter und Schriftsteller
- Georgios Avlichos (1842–1909), Maler
- Georgios Bonanos (1863–1940), Bildhauer des Historismus
- Marinos Geroulanos (1867–1960), Chirurg, Professor in Greifswald und Kiel
- Hamilcar S. Alivizatos (1887–1969), Kirchenhistoriker
- Spyridon Marinatos (1901–1974), bedeutender Archäologe, Ausgräber der minoischen Stadt Akrotiri auf der Insel Santorin
- Antiochos Evangelatos (1903–1981), Dirigent und Komponist

### Stadtgliederung
Neben der Kernstadt Lixouri liegen innerhalb der Gemeinde noch rund 30 andere Ortschaften unterschiedlicher Größe. Zur Stadt gehören folgende Orte und Ortsteile:
Die hervorgehobenen haben den Status einer Ortschaft, die restlichen werden administrativ von anderen mitverwaltet oder sind teilweise sogar mit diesen geografisch verschmolzen.
| - Agios Dimitrios - Agia Thekli - Agios Vasileios - Atheras - Chavdata - Chavriata - Damoulianata - Dellaportata | - Favatata - Kalata - Kaminarata - Kontogenada - Kouvalata - Skineas - Lepeda - Livadi | - Lixouri (Zentrum) - Longos - Loukerata - Parissata - Rifi - Soullaroi - Skineas - Mantoukata | - Mantzavinata - Michalitsata - Monopolata - Vlychata - Vilatoria - Vovikes - Vouni |

Anmerkung: Der Stadtteil Matzavinata umfasst auch das Dorf Soullaroi, die Siedlung Kounopetra und die Insel Vardiani und trägt deshalb den amtlichen Namen Katogi (etwa ‚niederes Tal‘).

## Sport
- Poseidonas Lixouriou, Wasserball und Wassersport
- Panlixouriakos FC, Fußball